# Okręty podwodne typu Amphion
Okręty podwodne typu Amphion – brytyjski typ okrętów podwodnych wodowanych w latach 1944-1947, w których zainaugurowano stosowanie w okrętach tej klasy systemu regeneracji powietrza w drodze klimatyzacji. Te przeznaczone do prowadzenia operacji na Dalekim Wschodzie jednostki, miały całkowicie spawaną konstrukcję dwukadłubową. Zwodowano łącznie 18 jednostek tego typu, a 50 kolejnych zostało zamówionych lub było planowane. Żadna z nich nie wzięła udziału w działaniach wojennych w trakcie drugiej wojny światowej.
HMS "Affray" (P421) zatonął skutkiem wypadku w kanale La Manche 16 kwietnia 1951 roku. Pozostałe okręty tego typu, z wyjątkiem HMS "Aurochs" (P426), zostały zmodernizowane w latach 1955-1960 przez modyfikację dziobu, przebudowę kiosku na bardziej opływowy oraz zwiększenie pojemności akumulatorów, a także unowocześnienie elektroniki oraz sonaru. Modernizacja pozwoliła m.in. na zwiększenie prędkości podwodnej do 15 węzłów. Wszystkie okręty, z wyjątkiem HMS "Alliance" (P417) zostały pocięte na złom w latach 1970-1974, "Alliance" zaś pełni funkcję pomnika w Royal Navy Submarine Museum w Gosport.